# Tarenna unioensis
Tarenna unioensis är en måreväxtart som först beskrevs av André Guillaumin, och fick sitt nu gällande namn av J. Jérémie. Tarenna unioensis ingår i släktet Tarenna och familjen måreväxter.
Artens utbredningsområde är Nya Kaledonien. Inga underarter finns listade i Catalogue of Life.